# Ellie Goulding

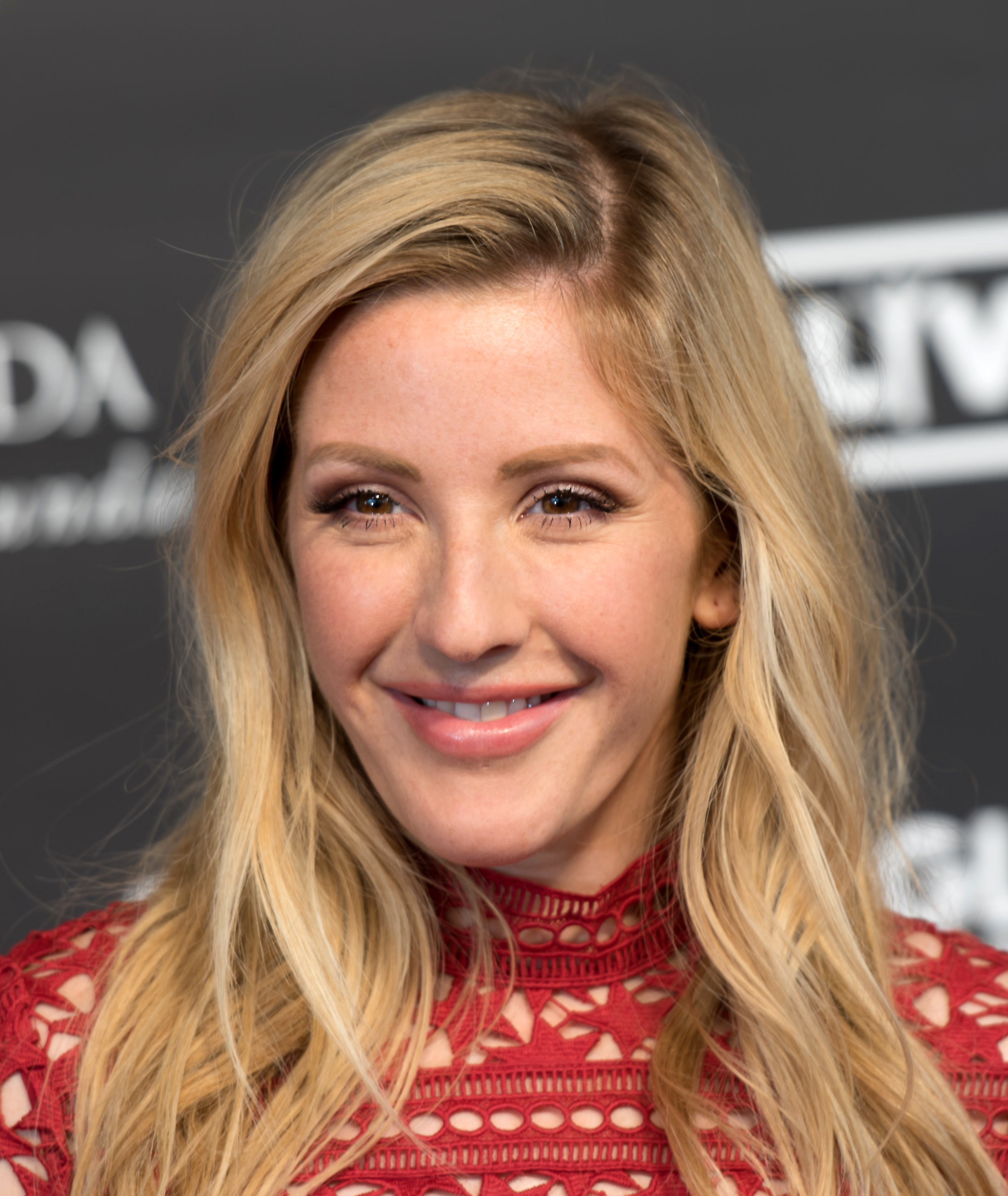
Ellie Goulding (2017)

Elena Jane „Ellie“ Goulding (* 30. Dezember 1986 in Hereford, Herefordshire, England) ist eine britische Singer-Songwriterin.

## Biografie
Ellie Goulding wurde im englischen Hereford in Herefordshire an der Grenze zu Wales als zweites von vier Kindern geboren. Sie hat einen Bruder und zwei Schwestern. Aufgewachsen ist sie in Lyonshall nahe Kington, wo sie auch zur Schule ging. Nach ihrem Schulabschluss besuchte sie die Universität in Kent, brach ihr Studium jedoch nach zwei Jahren ab.
Von Ende 2011 bis Oktober 2012 war sie mit dem amerikanischen DJ und Musikproduzenten Skrillex zusammen. Ab Januar 2013 war Goulding für einige Monate mit dem Schauspieler Jeremy Irvine und kurzzeitig mit dem One-Direction-Sänger Niall Horan liiert. Von März 2014 bis 2016 war sie in einer Beziehung mit dem McFly-Bassisten Dougie Poynter. Im August 2018 gab sie nach anderthalb Jahren Beziehung ihre Verlobung mit dem Kunsthändler Caspar Jopling bekannt. Am 1. September 2019 heiratete sie ihn schließlich. Im Mai 2021 brachte sie ein Kind zur Welt.

## Musikalische Karriere

### 2009–2011:LightsundBright Lights
Im Alter von 15 Jahren lernte sie das Gitarrespielen und begann ihre eigenen Songs zu schreiben. Außerdem spielt sie Klarinette und Schlagzeug. Goulding besitzt den Stimmumfang einer Sopranistin.
Während ihres Studiums lernte sie den Produzenten Starsmith kennen, der einen großen Einfluss auf ihre Musik hatte und später zu einem der Produzenten ihres Debütalbums werden sollte. Nach Abbruch ihres Studiums zog sie nach London, wo sie in britischen Pubs auftrat. Dort wurde sie vom Plattenlabel Polydor entdeckt und im September 2009 unter Vertrag genommen. Die Debütsingle Under the Sheets wurde jedoch nicht unter diesem Label, sondern unter dem kleineren Indie-Label Neon Gold Records veröffentlicht, damit der Druck auf sie nicht zu groß sei. Der Song erreichte Platz 53 der britischen Charts. Im Oktober 2009 ging sie mit der britischen Sängerin Little Boots auf Tour durch das Vereinigte Königreich. Ein Auftritt bei Later with Jools Holland im Oktober 2009 brachte ihr den Durchbruch. Sie gewann den Kritikerpreis Brits Critics’ Choice Award bei den BRIT Awards 2009 als vielversprechendste Newcomerin für das kommende Jahr. Auch in der BBC-Liste Sound of 2010 wurde sie als Favoritin für 2010 genannt, was sie zur erst zweiten Künstlerin nach der Sängerin Adele machte, die beide Preise im selben Jahr gewinnen konnte. Kurz nach Bekanntwerden ihrer Nominierung für die BBC-Liste Sound of 2010 wurde am 20. Dezember 2009 ihre erste EP mit dem Namen An Introduction to Ellie Goulding durch Polydor exklusiv via iTunes und Zune veröffentlicht. Diese enthält die Songs Under the Sheets sowie Wish I Stayed und drei Videos. Die EP wurde später auch in Amerika veröffentlicht, wo sie eine neue Titelliste bekam.
Im März 2010 wurde schließlich ihr Debütalbum Lights veröffentlicht und erreichte sofort Platz 1 der UK-Albumcharts. Zuvor hatte ihre zweite Single Starry Eyed Platz 4 der britischen Charts erreicht. Das Lied war Teil des Soundtracks der Comic-Verfilmung Kick-Ass und wurde außerdem in der letzten Folge der ersten Staffel der Serie Awkward verwendet. Als dritte und vierte Single wurden die Songs Guns and Horses sowie The Writer veröffentlicht, welche die Plätze 24 bzw. 19 erreichten. Im August 2010 veröffentlichte sie eine EP mit dem Namen Run into the Light mit Remixen einiger der Songs von Lights.
Im November 2010 wurde das Album unter dem Namen Bright Lights erneut veröffentlicht und enthielt 6 neue zusätzliche Songs. Ursprünglich war die Veröffentlichung des Titeltracks Lights am 1. November 2010 als erste Single des Albums geplant. Diese Pläne wurden jedoch zugunsten der Veröffentlichung eines Covers des Liedes Your Song von Elton John am 12. November 2010 verworfen, das ein Teil der Weihnachtswerbung des britischen Unternehmens John Lewis sein sollte. Der Song wurde Gouldings bisher größter Hit und erreichte Platz 2 der britischen Singlecharts. Sie durfte das Lied und einige andere Cover live auf dem Hochzeitsempfang von Prinz William und Herzogin Kate singen.
Im Januar 2011 gab sie bekannt, dass der Titelsong Lights die nächste Single aus dem Album sein würde. Nach der Veröffentlichung des Songs am 13. März 2011 erreichte der Song Platz 11 der britischen Charts. Er ist ihre bisher erfolgreichste Single in den USA. Dort erreichte sie Platz 2 der Billboard Hot 100-Charts und wurde mit doppelt Platin ausgezeichnet. Eine Akustik-Version des Songs Only Girl (In the World) der Sängerin Rihanna war hier die B-Seite. Auch in Deutschland wurde Lights mit Verspätung ihr bisher größter Erfolg und erreichte Platz 11 der Charts, nachdem sie den Titel im Januar 2013 in der Show Schlag den Raab live gesungen hatte.
Im Mai 2010 veröffentlichte Lena auf ihrem Debütalbum My Cassette Player den von Ellie Goulding geschriebenen Song Not Following You, wobei der Song auf Lenas Album als Not Following betitelt wurde. Außerdem schenkte Goulding ihr 2011 nochmals einen Song, der Who’d Want to Find Love? heißt.
Viele ihrer Songs wurden als Hintergrundmusik verschiedener Serien verwendet. So konnte man den Song Every Time You Go in einer Episode der Serie Vampire Diaries hören, während Your Biggest Mistake für die Serie The Inbetweeners und Believe Me in der Serie 90210 verwendet wurden.
Während dieser Zeit trat Goulding auch auf zahlreichen Festivals auf, unter anderem auf dem britischen Glastonbury Festival 2010, dem belgischen Pukkelpop-Festival 2010, dem amerikanischen Coachella Valley Music and Arts Festival 2011, dem V Festival 2010 und 2011 sowie auf dem Konzert zu Ehren des Friedensnobelpreisträgers im Jahr 2011 in Oslo. Als dritte EP erschien am 15. Juli 2010 ein Mitschnitt ihres Konzertes auf dem iTunes Festival 2010.
Am 19. September 2011 wurde bekannt gegeben, dass Ellie Goulding auf Katy Perrys California Dreams Tour als Eröffnungsact auftreten würde. Damit ersetzte sie Jessie J, die diese Termine aufgrund einer Fußverletzung nicht wahrnehmen konnte.

### 2012–2014:HalcyonundHalcyon Days

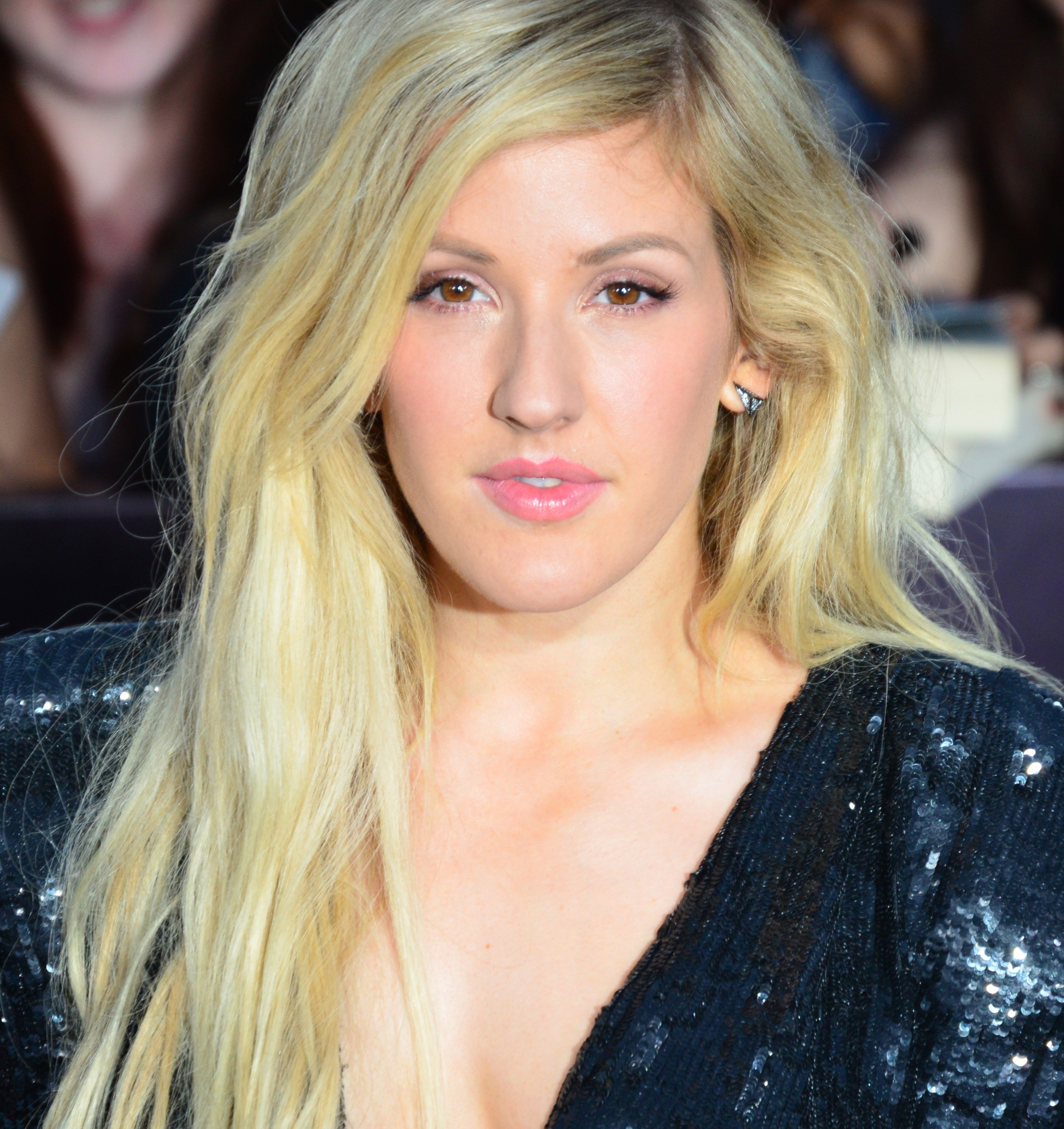
Ellie Goulding bei der Premiere von Die Bestimmung – Divergent im März 2014

Im Februar 2011 gab sie in einem Interview bekannt, dass sie mit der Arbeit an ihrem zweiten Album begonnen habe, welches unter dem Namen Halcyon am 9. Oktober 2012 in Großbritannien erschien. Die deutsche Veröffentlichung erfolgte am 5. Oktober desselben Jahres. Vorab veröffentlichte sie ein Cover des Songs Hanging On von Active Child, eine Zusammenarbeit mit dem britischen Rapper Tinie Tempah kostenlos auf ihrer SoundCloud-Seite. Das Lied wurde zudem im Trailer des Spiels God of War: Ascension für die Playstation 3 verwendet. Die erste offizielle Single des Albums, Anything Could Happen, wurde am 21. August 2012 veröffentlicht. Sie erreichte Platz 5 der britischen Charts. Die zweite Single Figure 8 konnte sich schon in den britischen Charts platzieren, bevor sie veröffentlicht wurde und erreichte dort Platz 33. Das dazugehörige Video erschien am 20. November 2012. Mit Calvin Harris arbeitete sie für den Song I Need Your Love zusammen. Dieser ist sowohl auf Halcyon als auch auf Harris’ Album 18 Months enthalten.
Im Jahr 2012 war Ellie Goulding außerdem in dem Lied Fall into the Sky von Zedd zu hören, welches auf dessen Album Clarity erschien, sowie in einer Zusammenarbeit mit Skrillex bei dem Lied Bittersweet, ein Beitrag zum Soundtrack des Films Breaking Dawn – Biss zum Ende der Nacht, Teil 2, dem letzten Film der Twilight-Reihe.
Im April und Mai 2013 war Goulding auf Tour in Kontinentaleuropa. Im Anschluss trat sie im Vorprogramm einiger Konzerte von Bruno Mars auf.
Im Juli 2013 verkündete sie, dass ein Re-Release des Albums Halcyon geplant sei. Halcyon Days erschien am 23. August 2013 in Großbritannien. Als erste Single der Neuveröffentlichung wurde der Song Burn am 11. August desselben Jahres veröffentlicht. Das dazugehörige Video wurde bereits am 8. Juli 2013 veröffentlicht. Der Song war innerhalb kürzester Zeit in 33 Ländern auf Platz 1 der Charts. In Deutschland, Österreich und der Schweiz erreichte er jeweils die Top 5.
Anfang 2015 erreichten zwei ihrer Songs kurz hintereinander die Spitzenposition der deutschen Charts. Der Song Outside, in Zusammenarbeit mit Calvin Harris, erreichte Ende Januar Platz 1. Einen Monat später stieg ihr Song Love Me like You Do, Teil des Soundtracks zu Fifty Shades of Grey in Deutschland, Österreich und der Schweiz direkt auf Platz 1 ein. Mit sechs Wochen (Stand 24. März 2015) auf Position 1 ist es der erfolgreichste Titel einer britischen Solo-Künstlerin seit 50 Jahren. Sie ist außerdem im Musikvideo zu Taylor Swifts Single Bad Blood zu sehen. Das Video wurde am 18. Mai 2015 veröffentlicht.

### Seit 2015:Delirium

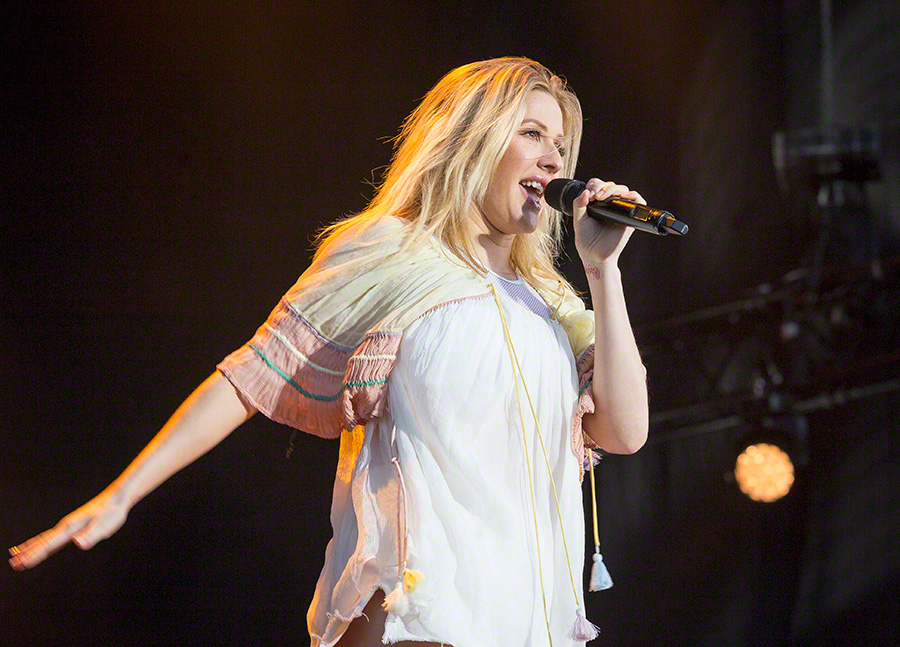
Ellie Goulding (2016)

Am 6. November 2015 wurde ihr drittes Studioalbum Delirium von Universal Music veröffentlicht. Dem Album vorausgegangen war die Single On My Mind. Das Album wurde von Max Martin, Ilya Salmanzadeh, Greg Kurstin, Ryan Tedder, Klas Ahlund, Guy Lawrence sowie Gouldings Co-Autor Jim Eliot bei Polydor UK produziert.
Nach Albumrelease wurde die zweite Single Army veröffentlicht, welche sich aber nur in England in den Charts platzieren konnte. Die darauffolgende und letzte Single des Albums Something In The Way You Move konnte sich mit seinem Musikvideo im Gegensatz zur davorigen Single in vielen Länder unter anderem in Deutschland in den Charts platzieren.
Für den dritten Teil der Filmreihe Bridget Jones mit dem Filmtitel Bridget Jones’ Baby steuerte Ellie Goulding ihren Song Still Falling for You zum Soundtrack bei.
Im Jahr 2017 veröffentlichte der DJ Kygo die Single First Time mit Goulding, die sich in den Charts platzierte. Im Jahr 2018 erschien Ellie Goulding in dem Song Bad Love der EP von Sean Paul  Mad Love: The Prequel. Ende Oktober desselben Jahres veröffentlichte Goulding gemeinsam mit DJ Diplo und Swae Lee die Single Close To Me.
Im Januar 2023 war Goulding in der fünften Folge der fünften Staffel der britischen Version von The Masked Singer Gastmitglied im Rateteam.

## Diskografie
Studioalben

| Jahr | Titel Musiklabel                 | Höchstplatzierung, Gesamtwochen, AuszeichnungChartplatzierungen (Jahr, Titel, Musiklabel, Platzierungen, Wochen, Auszeichnungen, Anmerkungen) | Höchstplatzierung, Gesamtwochen, AuszeichnungChartplatzierungen (Jahr, Titel, Musiklabel, Platzierungen, Wochen, Auszeichnungen, Anmerkungen) | Höchstplatzierung, Gesamtwochen, AuszeichnungChartplatzierungen (Jahr, Titel, Musiklabel, Platzierungen, Wochen, Auszeichnungen, Anmerkungen) | Höchstplatzierung, Gesamtwochen, AuszeichnungChartplatzierungen (Jahr, Titel, Musiklabel, Platzierungen, Wochen, Auszeichnungen, Anmerkungen) | Höchstplatzierung, Gesamtwochen, AuszeichnungChartplatzierungen (Jahr, Titel, Musiklabel, Platzierungen, Wochen, Auszeichnungen, Anmerkungen) | Anmerkungen                                                  |
| Jahr | Titel Musiklabel                 | DE | AT | CH | UK | US | Anmerkungen                                                  |
| ---- | -------------------------------- | --- | --- | --- | --- | --- | ------------------------------------------------------------ |
| 2010 | Lights Polydor (UMG)             | DE42 (2 Wo.)DE | AT56 (4 Wo.)AT | CH90 (1 Wo.)CH | UK1 ×2Doppelplatin · (81 Wo.)UK | US21 Platin · (39 Wo.)US | Erstveröffentlichung: 26. Februar 2010 Verkäufe: + 1.928.500 |
| 2012 | Halcyon Polydor (UMG)            | DE8 Gold · (28 Wo.)DE | AT23 Platin · (12 Wo.)AT | CH7 Gold · (36 Wo.)CH | UK1 ×4Vierfachplatin · (143 Wo.)UK | US9 ×2Doppelplatin · (93 Wo.)US | Erstveröffentlichung: 5. Oktober 2012 Verkäufe: + 3.790.000  |
| 2015 | Delirium Polydor (UMG)           | DE5 (18 Wo.)DE | AT5 Platin · (7 Wo.)AT | CH5 (20 Wo.)CH | UK3 Platin · (48 Wo.)UK | US3 Platin · (33 Wo.)US | Erstveröffentlichung: 6. November 2015 Verkäufe: + 1.822.000 |
| 2020 | Brightest Blue Polydor (UMG)     | DE12 (2 Wo.)DE | AT29 (1 Wo.)AT | CH9 (2 Wo.)CH | UK1 Silber · (4 Wo.)UK | US29 Gold · (2 Wo.)US | Erstveröffentlichung: 17. Juli 2020 Verkäufe: + 622.500      |
| 2023 | Higher Than Heaven Polydor (UMG) | DE20 (2 Wo.)DE | AT52 (1 Wo.)AT | CH28 (1 Wo.)CH | UK1 (2 Wo.)UK | US125 (1 Wo.)US | Erstveröffentlichung: 7. April 2023                          |

## Preise und Auszeichnungen
| Tabellarische Übersicht der Auszeichnungen und Nominierungen | Tabellarische Übersicht der Auszeichnungen und Nominierungen | Tabellarische Übersicht der Auszeichnungen und Nominierungen | Tabellarische Übersicht der Auszeichnungen und Nominierungen | Tabellarische Übersicht der Auszeichnungen und Nominierungen |
| Jahr                                                         | Auszeichnung                                                 | Für                                                          | Kategorie                                                    | Resultat                                                     |
| ------------------------------------------------------------ | ------------------------------------------------------------ | ------------------------------------------------------------ | ------------------------------------------------------------ | ------------------------------------------------------------ |
| 2010                                                         | BBC Sound of 2010                                            | Ellie Goulding                                               | Sound of 2010                                                | Gewonnen                                                     |
| 2010                                                         | BRIT Awards                                                  | Ellie Goulding                                               | Critics' Choice                                              | Gewonnen                                                     |
| 2010                                                         | Q Awards                                                     | Ellie Goulding                                               | Best Female Artist                                           | Nominiert                                                    |
| 2010                                                         | Q Awards                                                     | Ellie Goulding                                               | Best Breakthrough Artist                                     | Nominiert                                                    |
| 2010                                                         | MTV Europe Music Awards                                      | Ellie Goulding                                               | Best UK & Ireland Act                                        | Nominiert                                                    |
| 2010                                                         | MP3 Music Awards                                             | Ellie Goulding                                               | The BNC Award                                                | Gewonnen                                                     |
| 2010                                                         | BT Digital Music Awards                                      | Ellie Goulding                                               | Best Female Artist                                           | Nominiert                                                    |
| 2010                                                         | UK Festival Awards                                           | Ellie Goulding                                               | Best Breakthrough Artist                                     | Nominiert                                                    |
| 2010                                                         | Virgin Media Music Awards                                    | Ellie Goulding                                               | Best Newcomer                                                | Nominiert                                                    |
| 2010                                                         | Virgin Media Music Awards                                    | Lights                                                       | Best Album                                                   | Nominiert                                                    |
| 2011                                                         | BRIT Awards                                                  | Ellie Goulding                                               | British Female Solo Artist                                   | Nominiert                                                    |
| 2011                                                         | BRIT Awards                                                  | Ellie Goulding                                               | British Breakthrough Act                                     | Nominiert                                                    |
| 2013                                                         | Q Awards                                                     | Ellie Goulding                                               | Best Solo Artist                                             | Gewonnen                                                     |
| 2014                                                         | BRIT Awards                                                  | Ellie Goulding                                               | British Female Solo Artist                                   | Gewonnen                                                     |
| 2015                                                         | BMI Awards                                                   | Burn                                                         | Award Winning Songs                                          | Gewonnen                                                     |
| 2015                                                         | Harper’s Bazaar Women of the Year Awards                     | Ellie Goulding                                               | Musician of the Year                                         | Gewonnen                                                     |
| 2015                                                         | NRJ Music Awards                                             | Ellie Goulding                                               | Révélation Internationale de l'Année                         | Gewonnen                                                     |
| 2015                                                         | MTV Video Music Awards                                       | Love Me like You Do                                          | Female Video                                                 | Nominiert                                                    |
| 2015                                                         | MTV Europe Music Awards                                      | Love Me like You Do                                          | Best Song                                                    | Nominiert                                                    |
| 2015                                                         | MTV Italian Music Awards                                     | Love Me like You Do                                          | Best Tormentone                                              | Nominiert                                                    |
| 2015                                                         | Teen Choice Award                                            | Love Me like You Do                                          | Choice Music: TV or Movie Song                               | Nominiert                                                    |
| 2016                                                         | Billboard Music Awards                                       | Ellie Goulding                                               | Top Radio Artist                                             | Nominiert                                                    |
| 2016                                                         | MTV Europe Music Awards                                      | Ellie Goulding                                               | Best World Stage Performance                                 | Nominiert                                                    |
| 2016                                                         | BRIT Awards                                                  | Love Me like You Do                                          | British Single                                               | Nominiert                                                    |
| 2016                                                         | BRIT Awards                                                  | Love Me like You Do                                          | British Artist Video of the Year                             | Nominiert                                                    |
| 2016                                                         | Grammy Awards                                                | Love Me like You Do                                          | Best Pop Solo Performance                                    | Nominiert                                                    |
| 2016                                                         | iHeartRadio Music Awards                                     | Love Me like You Do                                          | Best Song from a Movie                                       | Nominiert                                                    |
| 2016                                                         | People’s Choice Award                                        | Love Me like You Do                                          | Favorite Song Of The Year                                    | Gewonnen                                                     |
| 2016                                                         | Radio Disney Music Award                                     | Love Me like You Do                                          | Best Crush Song                                              | Nominiert                                                    |
| 2017                                                         | BRIT Awards                                                  | Ellie Goulding                                               | British Female Solo Artist                                   | Nominiert                                                    |
| 2017                                                         | iHeartRadio Music Awards                                     | Still Falling for you                                        | Best Song from a Movie                                       | Nominiert                                                    |
| 2024                                                         | BRIT Awards                                                  | Miracle                                                      | Song of the Year                                             | Nominiert                                                    |